# Kościół św. Andrzeja Apostoła w Porąbce Uszewskiej
Kościół pw. św. Andrzeja Apostoła – zabytkowy rzymskokatolicki kościół parafialny w Porąbce Uszewskiej w województwie małopolskim, w powiecie brzeskim, w gminie Dębno.
Autorem projektu kościoła, repliki groty oraz ochronki, był architekt Jan Sas-Zubrzycki. Kościół został wpisany do rejestru zabytków nieruchomych województwa małopolskiego. 

## Historia
Budowa murowanego kościoła - według projektu z 1905 roku - Jana Sas-Zubrzyckiego trwała w latach 1914–1918. Kościół konsekrowano 18 października 1953 roku. Budynek był remontowany w latach 1961–1965, 1978–1980, oraz 1992–1995 .

## Architektura
Budynek pseudobazylikowy w styl nadwiślańskim, murowany z cegły i kamienia, trójnawowy z transeptem. Korpus nawowy nakryty sklepieniami krzyżowymi. Prezbiterium zamknięte wielobocznie, jest tej samej szerokości co nawa, nakryte sklepieniem gwiaździstym. Po prawej stronie prezbiterium znajduje się kaplica, po lewej zakrystia. Wnętrze jest oświetlone oknami - zamkniętymi półkoliście - w nawach bocznych, oraz okrągłym oknem w transepcie. Witraże wykonane zostały w 
Zakładzie Witraży Stanisława Gabriela Żeleńskiego w Krakowie. Nad kamiennym portalem w fasadzie znajduje się okrągłe okno, powyżej znajduje się ceglana wieża zegarowa nakryta dachem wieżowym z czterema narożnymi wieżyczkami. Nawa główna przykryta jest dachem dwuspadowm a nawy boczne dachem pulpitowym. Nad ścianą tęczową (na dachu) znajduje się sygnaturka.

## Wyposażenie
- Neogotycki ołtarz z lat 1914–1920 według projektu Jana Sas-Zubrzyckiego[6];
- rokokowy ołtarz św. Józefa z II połowy XVIII wieku[4] ;
- dwa ołtarze boczne pochodzą z poprzedniego kościoła z I poł. XVIII wieku[4] ;
- chrzcielnica drewniana z pocz. XVIII wieku[4] ;
- obraz Matki Boskiej Pocieszenia z Dzieciątkiem w drewnianych sukienkach pochodzący z dawnego kościoła[4] ;
- obraz w typie Sacra Conversazione z pocz. XVI wieku[4] ;
- ornat o tematyce pasyjnej - haft z ukrzyżowaniem - znajduje się Muzeum Diecezjalnym w Tarnowie[7];
- ławy kapłańskie według projektu Jana Sas-Zubrzyckiego[6].

## Otoczenie
Według projektu Jan Sas-Zubrzyckiego wybudowano w pobliżu kościoła też:
- replikę Groty Matki Bożej z Lourdes (projekt z 1903 roku)[8];
- budynek ochronki prowadzonej przez siostry służebniczki (projekt z 1905 roku)[2].